# Палаццо Пизани-Гритти
Палаццо Пизани-Гритти (итал. Palazzo Pisani Gritti) — дворец в Венеции, расположенный на Гранд-канале в районе Сан-Марко, напротив церкви Санта-Мария-делла-Салюте. Построен в готическом стиле с характерными стрельчатыми арками. 

## История
Дворец был построен в XIV веке и имел в то время три этажа. В XVI веке был создан второй фасад со стороны, противоположной каналу, на которой расположена площадь Трагетто (Campo del Traghetto). На фасаде со стороны канала когда-то располагались фрески Джорджоне, в настоящее время утерянные. В конце XIX века был достроен дополнительный этаж. 
Первым владельцем было знатное семейство Пизани, затем дворец был продан семейству Гритти, один из членов которого был венецианским дожем. В конце XIX века Гритти также продали дворец, и здесь открылся элитный отель, несколько раз менявший владельцев, но существующий и в настоящее время.